# تيم وو
تيم وو (بالإنجليزية: Tim Wu) هو صحفي أمريكي، ولد في 1972 في واشنطن العاصمة في الولايات المتحدة.

## وصلات خارجية
- الموقع الرسمي